# Ange☆Reve
Ange☆Reve（アンジュレーヴ、略称：あんじゅれ）は、日本の女性アイドルグループ。Arc Jewel（アークジュエル）所属。

## 概要
愛乙女☆DOLL、Doll☆Elementsに続くメジャーデビューを目指す“第3のDOLLオーディション”で結成し、2014年4月6日、日本青年館にてデビュー。
Ange=天使、Reve=夢というグループ名で“天使のようなアイドル”を目指す。
2014年『TOKYO IDOL FESTIVAL』に初出演。2015年8月19日メジャーデビューを果たす。メジャーデビュー後は「DVDシングル」のように特殊な形での音源発表が多かったが、2017年11月29日にシングルCD『星空プラネタリウム』をリリース。2020年2月19日には1stフルアルバム『Ange☆Reve』をリリースした。
2020年11月にはグループ初となる東名阪ツアー『Ange☆Reve First Tour2020』を開催した。

## 略歴
- 2014年
  - 1月15日　オーディション開催発表[5]。
  - 3月10日　ファイナリスト9名公開[6]。
  - 3月29日　合格者発表[7]。
  - 4月3日　グループ名発表とオフィシャルブログ開始[8]。
  - 4月6日　日本青年館で行われた「Change the world～4つの流星が瞬くとき、世界が変わる～」にてオリジナル曲「勇敢な恋のセレナーデ」「恋愛☆下克上！」披露[9]。
  - 4月17日　個人ブログ開始[10]。
  - 4月28日　渡辺くるみ、佐々木璃花、澤田明菜が「天誅ガールズ」に参加[11]。
  - 5月13日　初の単独公演開催[12]。
  - 7月3日　SHOWROOM番組『Angeroom』にて「留守番ガールズ」お披露目[13]。
  - 7月29日　オフィシャルサイト/ファンクラブ「Aile D'ange（エイル・ド・アンジュ）」開設[14]。
  - 8月2・3日　TOKYO IDOL FESTIVAL 初出演[15]。
  - 8月6日　インディーズ1stシングル「勇敢な恋のセレナーデ」発売[16]。
  - 10月15日　TwinBoxGARAGEにて初めての定期公演開催[17]。

- 2015年
  - 2月10日　インディーズ2ndシングル「Kiss me Happy」発売[18]。
  - 2月28日　「アイドル横丁新聞杯！！2015 2月の陣」にて優勝[19]。
  - 4月29日　Shibuya O-WESTにて「1stワンマンライブ」を行い、メジャーデビュー決定の発表[20]。
  - 8月19日　メジャーデビューDVDシングル「Maybe Baby」発売[21]。
  - 11月18日　定期公演にて澤田明菜が年内で活動休止と卒業することを発表[22]。
  - 12月16日　定期公演をもって澤田明菜が活動休止[23]。
  - 12月19日　「アイドルジェネレーション vol.33」にて新メンバー大島理緒・幸坂萌未・松田あゆなのお披露目と新曲「Stare」を初披露[24]。

- 2016年
  - 2月24日　2ndDVDシングル「Stare」発売[25]。
  - 3月13日　吉祥寺CLUB SEATAにて行われた「澤田明菜卒業公演」をもって、澤田明菜卒業[26]。
  - 5月5日　渋谷WWWにて「2周年記念ライブ」を行い、新曲「Limited Complex」を初披露[27]。
  - 7月12日　オフィシャルブログにて、らぶけん松脇朱里の加入を発表[28]。
  - 7月26日　らぶけん兼任終えた松脇朱里が新メンバーとして活動開始[29]。
  - 10月18日付けオリコンデイリーDVD総合ランキングで「Colorful」が1位を記録[30]。
  - 12月3日　オフィシャルブログにて、11月より体調不良で活動を休止していた音咲セリナの無期限休業を発表[31]。
  - 12月4日　「佐々木璃花バースデーライヴ2016」にて音咲のアンダーとして水野結愛がじぇるの！と兼任で活動することを発表[32]。
  - 12月15日　オフィシャルブログにて、音咲セリナの卒業[33]と、幸坂萌未の脱退[34]を発表[35]。
  - 12月17日　『Jewel Beat!! 2016 Winter』にて、大島理緒が年内での卒業[36]、松田あゆなのじぇるの！移籍[37]、2017年から吉橋亜理砂 （愛乙女☆DOLL）、さいごうみずき（らぶけん）、水野結愛（じぇるの！・Ange☆Reve兼任）の3名が候補生として加入することが発表された[38]。

- 2017年
  - 4月2日　東京キネマ倶楽部にて3周年記念ワンマンライブを行った[39]。
  - 5月3日　ミニアルバム『Lumière』発売[40]。
  - 8月18日　「Jewel Beat!!2017」にて渡辺くるみが10月7日をもって卒業とともに芸能界から引退することを発表[41]。
  - 9月2日　赤坂BLITZにて「2ndワンマンライブ」を行い、メジャーデビュー後初のシングルCDのリリース決定の発表[42]。
  - 10月7日　赤坂BLITZにて行われた「渡辺くるみ卒業公演」をもって、渡辺くるみが卒業し芸能界を引退[43]。
  - 10月15日　オフィシャルブログにて、10月18日の定期公演よりDoll☆Elementsの元リーダー権田夏海が期間限定でサポートメンバーとして参加することを発表[44]。
  - 10月20日　初のラジオ生放送レギュラー番組「Ange☆Reveの天使な黄昏」（渋谷クロスFM）がスタート[45]。
  - 11月29日　メジャーデビューシングル「星空プラネタリウム」、ポニーキャニオンより発売[46]。
  - 12月27日　定期公演にて候補生の水野・吉橋・さいごうの正規メンバー昇格、サポートメンバーの権田の正式加入が発表された[47]。

- 2018年
  - 1月7日　「Jewel Beat!!2018」にて橘はるかが3月11日をもって卒業することを発表[48]。
  - 1月17日　「ブロマイドインストア公演」にて候補生山手キセキをお披露目[49]。
  - 3月11日　「橘はるか卒業ライブ」をもって橘はるかが卒業し、ソロとなる[50]。
  - 9月22日　オフィシャルブログにて、山手キセキの脱退が発表された[51]。
  - 10月21日　オフィシャルブログにて、松脇朱里に複数の重大な契約違反があったことによる脱退が発表された[52]。
  - 12月12日　メジャー3rdシングル「イトシラブ」をリリース[53]。

- 2019年
  - 5月10日　定期公演にて、さいごうみずきが7月15日開催予定の生誕ライブをもって卒業することを発表[54]。
  - 5月18日　渋谷ストリームホールにて５周年記念ワンマンライブにて全27曲の披露と新メンバー選出のオーディションを開催することを発表[55]。
  - 7月15日　「さいごうみずきバースデー&卒業ライブ2019」をもって、さいごうみずきが卒業[56]。
  - 7月18日　SHOWROOM配信番組「Angeroom」にて新メンバーオーディション合格者として原姫子の加入が発表された[57]。

- 2020年
  - 2月１7日　「泣かないよ」が、テレビ神奈川(tvk)制作の音楽情報バラエティ番組「関内デビル」2020年2月度エンディングテーマに起用される[58]。
  - 2月19日　初のフルアルバム「Ange☆Reve」をリリース[59]。

- 2021年
  - 4月4日　東京キネマ倶楽部にて「Ange☆Reve 7周年ライブ〜Reach for the Starry Light〜」を行った[60]。
  - 7月21日　オフィシャルブログにて、権田夏海が同年9月26日の「権田夏海卒業LIVE」をもって卒業することが発表された[61]。
  - 9月26日　大手町三井ホールにて行われた「権田夏海Ange☆Reve卒業公演」をもって権田夏海が卒業[62]。
  - 9月27日　オフィシャルブログにて、愛乙女☆DOLL、Jewel☆Cielなどで活躍してきた安藤笑の加入が発表された[63]。

- 2022年
  - 4月10日　東京キネマ倶楽部にて「Ange☆Reve 8周年ライブ～リクエストアワー2022～」を行った[64]。
  - 10月26日　5thシングル「BLOOMING RUNAWAY」、日本コロムビアより移籍第1弾シングルとして発売[65]。

- 2023年
  - 2月23日　「ニンジャリモーション！」が、テレビ東京系アニメ番組「ニンジャラ」の３～４月度エンディングテーマに起用される[66]。
  - 4月8日　東京キネマ倶楽部にて「9周年ライブ」を行い、2024年春 10周年記念ライブと2023年秋冬 4th ツアーの決定、佐々木璃花がグループプレイングプロデューサー就任、4年ぶりにオーディション開催決定を発表[67]。
  - 4月12日　配信限定シングル「ニンジャリモーション！」を配信リリース[68]。
  - 6月5日　オフィシャルブログにて、吉橋亜理砂が7月2日開催の「吉橋亜理砂卒業ライブ」をもって卒業することを発表[69]。
  - 7月2日　東京キネマ倶楽部にて行われた「Ange☆Reve吉橋亜理砂卒業ライブ」をもって吉橋亜理砂が卒業[70]。
  - 9月1日　公式Xにて、SHOWROOMを利用したオーディションを開催[71]
  - 10月23日　公式Xにて、松本みいなの加入を発表。[72]
  - 12月8日　SHOWROOMオーディションにてグランプリ受賞者を事前公表の内容を覆して新メンバーではなく研究生として事務所に迎えると発表したが、グランプリ受賞者は辞退した。
  - 12月30日  翌年の春頃をもって、佐々木璃花と水野結愛が卒業することを発表[73]。

- 2024年
  - 2月1日　公式Xにて、小泉かのんの加入を発表。[74]
  - 4月14日　北とぴあ さくらホールにて「10周年ライブ」を行い、「Ange☆Reve佐々木璃花、水野結愛卒業ライブ」をもって佐々木璃花、水野結愛が卒業[75]。
  - 4月27日　「Ange☆Reve新体制お披露目公演」にて小泉かのんお披露目[76]。
  - 11月8日　公式HPにて、松本みいなの活動終了を発表[77]。

- 2025年
  - 4月14日　公式HPにて、優木ゆうな、初季、星みのり、梓奈ふゆこの加入を発表。5月中はプレデビュー期間[78]。
  - 6月1日　優木ゆうな、初季、星みのり、梓奈ふゆこ加入。
  - 6月28日　「Ange☆Reve原姫子・安藤笑・小泉かのん卒業ライブ」をもって原姫子、安藤笑、小泉かのんが卒業[79]。
  - 7月1日　公式Xにて、月野澪香の加入を発表[80]。
  - 7月5日　「ArcJewel納涼まつり!!2025」にて、月野澪香をお披露目。

## メンバー

### メンバー
| 名前                     | 愛称       | 加入期 | 生年月日               | 血液型 | 出身地 | 備考                                                                                        |
| ------------------------ | ---------- | ------ | ---------------------- | ------ | ------ | ------------------------------------------------------------------------------------------- |
| ゆうき ゆうな 優木ゆうな | ゆったん   | 11期   | 12月1日（年齢非公開）  | B型    | 茨城県 | ルーチェ研究生、Jewel☆Garden-Lily 元メンバー 2025年4月26日プレデビュー、2025年6月1日加入    |
| はつき 初季              | はつぴ     | 11期   | 8月10日（年齢非公開）  | A型    | 台湾   | 月宵◇クレシェンテ、Jewel☆Garden-Rose 元メンバー 2025年4月26日プレデビュー、2025年6月1日加入 |
| ほし みのり 星みのり     | みのり     | 11期   | 9月1日（年齢非公開）   |        | 千葉県 | 2025年4月26日プレデビュー、2025年6月1日加入                                                 |
| しいな ふゆこ 梓奈ふゆこ | ぷゆちゃん | 11期   | 12月21日（年齢非公開） |        | 福島県 | ステラリオン元メンバー 2025年4月26日プレデビュー、2025年6月1日加入                          |
| つきの みおか 月野澪香   | みおにゃん | 12期   | 9月7日（年齢非公開）   | O型    | 群馬県 | 元生島企画室学生アナウンサー PlanetMerry元マネージャー 2025年7月5日加入                     |

### 元メンバー
| 名前                           | 愛称       | 加入期 | 生年月日               | 血液型 | 出身地   | 備考 |
| ------------------------------ | ---------- | ------ | ---------------------- | ------ | -------- | --- |
| さわだ あきな 澤田明菜         | あきにゃん | 一期   | 1997年4月2日（28歳）   | O型    | 千葉県   | 天誅ガールズ・天誅バイオレット、2016年3月13日卒業                                                                                      |
| おとさき せりな 音咲セリナ     | せりりん   | 一期   | 1997年10月17日（27歳） | A型    | 千葉県   | 父親がイギリス人イギリス生まれ 留守番ガールズ・留守番パープル、2016年12月15日卒業                                                      |
| わたなべ くるみ 渡辺くるみ     | くるみん   | 一期   | 1995年10月11日（29歳） | A型    | 神奈川県 | choice?元メンバー 天誅ガールズ・天誅グリーン、2017年10月7日卒業                                                                        |
| たちばな はるか 橘はるか       | はるる     | 一期   | 1996年5月3日（29歳）   | AB型   | 埼玉県   | 歴代メンバー身長最小（146cm） 留守番ガールズ・留守番レインボー、2018年3月11日卒業                                                      |
| こうさか もえみ 幸坂萌未       | もえぴ     | 二期   | 1997年7月18日（28歳）  | A型    | 奈良県   | ネップシスターズ元メンバー 2015年12月19日加入・2016年12月15日卒業                                                                      |
| おおしま りお 大島理緒         | りおりお   | 二期   | 1995年1月8日（30歳）   | A型    | 静岡県   | 家庭教師アイドルGOING.TV元メンバー 2015年12月19日加入・2016年12月31日卒業                                                              |
| まつだ あゆな 松田あゆな       | あゆち     | 二期   | 2001年5月5日（24歳）   | -型    | 神奈川県 | 2015年12月19日加入 2017年1月1日じぇるの！(Jewel☆Neige)へ移籍                                                                           |
| やまて きせき 山手キセキ       | きせぽ～   | 六期   | 1999年4月13日（26歳）  | A型    | 岐阜県   | NDPガールズ、BELLY BUTTON、おとめボタン元メンバー 2018年1月17日候補生で加入・2018年9月22日脱退                                         |
| まつわき あかり 松脇朱里       | あかりんご | 三期   | 1998年9月21日（26歳）  | A型    | 東京都   | iDOL Street e-Street TOKYO元メンバー 2016年7月26日らぶけんから加入・2018年10月21日脱退                                                 |
| さいごう みずき さいごうみずき | みずぴょん | 四期   | 1994年7月11日（31歳）  | B型    | 山口県   | リミセス 元メンバー 2017年1月1日らぶけんから候補生として加入 2017年12月27日正規メンバーに昇格・2019年7月15日卒業                       |
| ごんだ なつみ 権田夏海         | ごんちゃん | 五期   | 1991年6月13日（34歳）  | A型    | 滋賀県   | Doll☆Elements元リーダー 2017年10月18日サポートメンバーとして参加 2017年12月27日正式に加入・2021年9月26日卒業                           |
| よしはし ありさ 吉橋亜理砂     | ありえる   | 四期   | 1996年3月12日（29歳）  | O型    | 埼玉県   | iDOL Street e-Street TOKYO元メンバー 2017年1月1日愛乙女☆DOLLから候補生として移籍 2017年12月27日正規メンバーへ昇格・2023年7月2日卒業    |
| ささき りか 佐々木璃花         | りかまる   | 一期   | 1995年12月6日（29歳）  | B型    | 千葉県   | ICTラブリ～ず!! 元メンバー、天誅ガールズ・天誅ピンク 2023年4月グループプレイングプロデューサー就任 2024年4月14日卒業                   |
| みずの ゆあ 水野結愛           | ゆあもん   | 四期   | 5月21日（年齢非公開）  | AB型   | 東京都   | 2016年12月4日じぇるの！と兼任で活動開始 2017年1月1日候補生としてじぇるの！から移籍 2017年12月27日正規メンバーへ昇格、2024年4月14日卒業 |
| まつもと みいな 松本みいな     | みーにゃ   | 九期   | 10月26日（年齢非公開） | B型    | 栃木県   | EMNee元メンバー Neo Standard元メンバー 2023年10月23日加入、 2024年11月8日活動終了 現在グラビアアイドルとして活躍中                     |
| はら ひめこ 原姫子             | ひめたん   | 七期   | 1997年1月25日（28歳）  | AB型   | 埼玉県   | 2015年1月らぶけん加入 2016年12月31日らぶけん卒業 2019年7月18日オーディション合格し加入、2025年6月28日卒業                              |
| あんどう えみ 安藤笑           | ぇみちぃ   | 八期   | 1995年8月7日（29歳）   | O型    | 愛知県   | Star☆T 元メンバー 愛乙女☆DOLL、Jewel☆Ciel元メンバー 2021年9月27日加入、2025年6月28日卒業                                               |
| こいずみ かのん 小泉かのん     | かののん   | 10期   | 2003年1月28日（22歳）  | A型    | 東京都   | Luce Twinkle Wink☆元メンバー 2024年4月27日加入、2025年6月28日卒業                                                                      |

### 変遷
| 期間                            | 活動メンバー |
| ------------------------------- | --- |
| 結成当初 - 2015年12月18日       | 渡辺くるみ、佐々木璃花、澤田明菜、橘はるか、音咲セリナ                                                                 |
| 2015年12月19日 - 2016年3月13日  | 渡辺くるみ、佐々木璃花、澤田明菜、橘はるか、音咲セリナ、大島理緒、幸坂萌未、松田あゆな                                 |
| 2016年3月14日 - 2016年7月19日   | 渡辺くるみ、佐々木璃花、橘はるか、音咲セリナ、大島理緒、幸坂萌未、松田あゆな                                           |
| 2016年7月20日 - 2016年7月24日   | 渡辺くるみ、佐々木璃花、橘はるか、音咲セリナ、大島理緒、幸坂萌未、松田あゆな、松脇朱里(らぶけん兼任)                   |
| 2016年7月25日 - 2016年12月2日   | 渡辺くるみ、佐々木璃花、橘はるか、音咲セリナ、大島理緒、幸坂萌未、松田あゆな、松脇朱里                                 |
| 2016年12月3日 - 2016年12月15日  | 渡辺くるみ、佐々木璃花、橘はるか、音咲セリナ(休業)、大島理緒、幸坂萌未、松田あゆな、松脇朱里、水野結愛(じぇるの！兼任) |
| 2016年12月16日 - 2016年12月31日 | 渡辺くるみ、佐々木璃花、橘はるか、大島理緒、松田あゆな、松脇朱里、水野結愛(じぇるの！兼任)                             |
| 2017年1月1日 - 2017年10月7日    | 渡辺くるみ、佐々木璃花、橘はるか、松脇朱里／(候補生)吉橋亜理砂、水野結愛、さいごうみずき                               |
| 2017年10月8日 - 2017年10月17日  | 佐々木璃花、橘はるか、松脇朱里／(候補生)吉橋亜理砂、水野結愛、さいごうみずき                                           |
| 2017年10月18日 - 2017年12月26日 | 佐々木璃花、橘はるか、松脇朱里／(候補生)吉橋亜理砂、水野結愛、さいごうみずき／(サポート)権田夏海                       |
| 2017年12月27日 - 2018年1月16日  | 佐々木璃花、橘はるか、松脇朱里、吉橋亜理砂、水野結愛、さいごうみずき、権田夏海                                         |
| 2018年1月17日 - 2018年3月11日   | 佐々木璃花、橘はるか、松脇朱里、吉橋亜理砂、水野結愛、さいごうみずき、権田夏海／(候補生)山手キセキ                     |
| 2018年3月12日 - 2018年9月22日   | 佐々木璃花、松脇朱里、吉橋亜理砂、水野結愛、さいごうみずき、権田夏海／(候補生)山手キセキ                               |
| 2018年9月23日 - 2018年10月21日  | 佐々木璃花、松脇朱里、吉橋亜理砂、水野結愛、さいごうみずき、権田夏海                                                   |
| 2018年10月22日 - 2019年7月15日  | 佐々木璃花、吉橋亜理砂、水野結愛、さいごうみずき、権田夏海                                                             |
| 2019年7月18日 - 2021年9月26日   | 佐々木璃花、吉橋亜理砂、水野結愛、権田夏海、原姫子                                                                     |
| 2021年9月27日 - 2023年7月2日    | 佐々木璃花、吉橋亜理砂、水野結愛、原姫子、安藤笑                                                                       |
| 2023年7月3日 -2023年10月22日    | 佐々木璃花、水野結愛、原姫子、安藤笑                                                                                   |
| 2023年10月23日 - 2024年4月14日  | 佐々木璃花、水野結愛、原姫子、安藤笑、松本みいな                                                                       |
| 2024年4月27日 - 2024年11月8日   | 原姫子、安藤笑、松本みいな、小泉かのん                                                                                 |
| 2024年11月9日 - 2025年5月31日   | 原姫子、安藤笑、小泉かのん                                                                                             |
| 2025年6月1日 - 2025年6月28日    | 原姫子、安藤笑、小泉かのん、優木ゆうな、初季、星みのり、梓奈ふゆこ                                                     |
| 2025年7月5日 -                  | 優木ゆうな、初季、星みのり、梓奈ふゆこ、月野澪香                                                                       |

## 作品

### シングル
| 発売日           | タイトル             | C/W曲                                        | 品番                          | オリコンチャート最高位                                                                    |
| Arc Jewel        | Arc Jewel            | Arc Jewel                                    | Arc Jewel                     | Arc Jewel                                                                                 |
| ---------------- | -------------------- | -------------------------------------------- | ----------------------------- | ----------------------------------------------------------------------------------------- |
| 2014年8月5日     | 勇敢な恋のセレナーデ | 恋愛☆下剋上!                                 | ARJ-1014                      | 19位(2014年8月18日付)                                                                     |
| 2015年2月10日    | Kiss me Happy        | Grow Up!!                                    | ARJ-1018                      | 6位(2015年2月23日付)                                                                      |
| ポニーキャニオン |                      |                                              |                               |                                                                                           |
| 2017年11月29日   | 星空プラネタリウム   | 運命的% 黄昏抱いて、君ヲ想フ。               | PCCA-04598 [初回限定盤]       | 7位(2017年12月11日付)                                                                     |
| 2017年11月29日   | 星空プラネタリウム   | 運命的% 黄昏抱いて、君ヲ想フ。               | PCCA-70520 [天使盤]           | 7位(2017年12月11日付)                                                                     |
| 2017年11月29日   | 星空プラネタリウム   | 運命的% 黄昏抱いて、君ヲ想フ。               | PCCA-70521 [堕天使盤]         |                                                                                           |
| 2018年6月13日    | あの夏のメロディー   | 絶対リメンバー Your Smile                    | PCCA-04670 [初回限定盤]       | 7位(2018年6月25日付) 「キズナアイのBEATスクランブル」 （BS日テレ）6月度エンディングテーマ |
| 2018年6月13日    | あの夏のメロディー   | Your Smile                                   | PCCA-70527 [通常盤〜Lune〜]   | 7位(2018年6月25日付) 「キズナアイのBEATスクランブル」 （BS日テレ）6月度エンディングテーマ |
| 2018年6月13日    | あの夏のメロディー   | 絶対リメンバー                               | PCCA-70528 [通常盤〜Soleil〜] | 7位(2018年6月25日付) 「キズナアイのBEATスクランブル」 （BS日テレ）6月度エンディングテーマ |
| 2018年12月12日   | イトシラブ           | Freaky☆Rock☆Party Angel Sign                 | PCCA-04735 [初回限定盤]       | 7位(2018年12月24日付) 「逢喜利」（日本テレビ系） １２月エンディングテーマ                 |
| 2018年12月12日   | イトシラブ           | Angel Sign                                   | PCCA-70534 [通常盤〜Lune〜]   | 7位(2018年12月24日付) 「逢喜利」（日本テレビ系） １２月エンディングテーマ                 |
| 2018年12月12日   | イトシラブ           | Freaky☆Rock☆Party                            | PCCA-70535 [通常盤〜Soleil〜] | 7位(2018年12月24日付) 「逢喜利」（日本テレビ系） １２月エンディングテーマ                 |
| 2019年7月3日     | サマ☆ラブ            | Resolution ～君に迷わない～ キミエモーション | PCCA-04798 [初回限定盤]       | 2位(2019年7月2日付)                                                                       |
| 2019年7月3日     | サマ☆ラブ            | Resolution ～君に迷わない～                  | PCCA-70541 [通常盤〜Lune〜]   | 2位(2019年7月2日付)                                                                       |
| 2019年7月3日     | サマ☆ラブ            | キミエモーション                             | PCCA-70542 [通常盤〜Soleil〜] | 2位(2019年7月2日付)                                                                       |
| 日本コロムビア   |                      |                                              |                               |                                                                                           |
| 2022年10月26日   | BLOOMING RUNWAY      | プロローグ Heavy Rain                        | COCA-18044 [Type-A]           | 6位(2022年11月07日付)                                                                     |
| 2022年10月26日   | BLOOMING RUNWAY      | プロローグ Heavy Rain                        | COCA-18045 [Type-B]           | 6位(2022年11月07日付)                                                                     |
| 2022年10月26日   | BLOOMING RUNWAY      | プロローグ Heavy Rain                        | COCA-18046 [Type-C]           | 6位(2022年11月07日付)                                                                     |

### 配信限定シングル
| 発売日        | タイトル               | 品番                 | 備考                                                       |
| ------------- | ---------------------- | -------------------- | ---------------------------------------------------------- |
| 2021年8月4日  | L♡ve Scream            | PCSP-03726[配信限定] |                                                            |
| 2021年8月11日 | TIME-ING               | PCSP-03727[配信限定] |                                                            |
| 2021年8月18日 | Starry Light           | PCSP-03728[配信限定] |                                                            |
| 2023年4月12日 | ニンジャリモーション！ | COKM-44224[配信限定] | テレビ東京系アニメ「ニンジャラ」3〜4月度エンディングテーマ |

### DVDシングル
| 発売日         | タイトル   | 品番       | 最高位                                                                                            |
| -------------- | ---------- | ---------- | ------------------------------------------------------------------------------------------------- |
| 2015年8月19日  | Maybe Baby | PCBP-52325 | ウィークリー総合DVD4位(2015年8月31日付) ウィークリー音楽DVD2位(2015年8月31日付)                   |
| 2016年2月24日  | Stare      | PCBP-53142 | ウィークリー総合DVDランキング8位(2016年3月7日付) ウィークリー音楽DVDランキング6位(2016年3月7日付) |
| 2016年10月19日 | Colorful   | PCBP-53155 | ウィークリー総合DVDランキング2位(2016年10月31日付)                                                |

## 活動

### ワンマンライブ
| 公演日        | 公演名                                                                                     | 会場                     | 備考                      |
| ------------- | ------------------------------------------------------------------------------------------ | ------------------------ | ------------------------- |
| 2015年4月29日 | Ange☆Reve 1stワンマンライブ 400人と叶えたい O-WESTで下克上！！ ～のぼれのぼれ天使の階段～  | TSUTAYA O-WEST           |                           |
| 2016年5月5日  | Ange☆Reve 2周年記念ライブ ～つまづいてしまうかも…それでも未来(さき)が見たいから！！～      | 渋谷WWW                  |                           |
| 2017年4月2日  | Ange☆Reve 3周年記念ライブ ～未来を照らす、七つのLumière(リュミエール)～                    | 東京キネマ倶楽部         |                           |
| 2017年9月2日  | Ange☆Reve 2ndワンマンライブ『1,000人と叶えたい 赤坂BLITZで下克上!!～限界はどこにもない～』 | 赤坂BLITZ                |                           |
| 2018年4月1日  | Ange☆Reve 4周年記念ライブ ～Looking for myself Listen to my heart～                        | 東京キネマ倶楽部         |                           |
| 2019年5月18日 | Ange☆Reve 5周年記念ライブ ～To Be With You～                                               | 渋谷ストリームホール     |                           |
| 2020年8月2日  | Ange☆Reve 6周年ライブ 〜Angel☆Selection〜                                                  | 東京キネマ倶楽部         | 4月19日開催延期の代替公演 |
| 2021年4月4日  | Ange☆Reve 7周年ライブ〜Reach for the Starry Light〜                                        | 東京キネマ倶楽部         |                           |
| 2022年4月10日 | Ange☆Reve 8周年ライブ～リクエストアワー2022～                                              | 東京キネマ倶楽部         |                           |
| 2023年4月8日  | Ange☆Reve 9周年ライブ～リクエストアワー2023～                                              | 東京キネマ倶楽部         | [ 86 ]                    |
| 2023年10月8日 | Ange☆Reve 1st Oneman Live in Bangkok!                                                      | タイ Donki Mall Thonglor |                           |
| 2024年4月14日 | Ange☆Reve10周年ライブ                                                                      | 北とぴあ さくらホール    |                           |

### ツアー
| 公演日                          |                          | 会場                     | 備考                     |
| Ange☆Reve First Tour2020        | Ange☆Reve First Tour2020 | Ange☆Reve First Tour2020 | Ange☆Reve First Tour2020 |
| ------------------------------- | ------------------------ | ------------------------ | ------------------------ |
| 2020年11月22日                  | 名古屋公演               | DIAMOND HALL             | 初の全国ツアー           |
| 11月23日                        | 大阪公演                 | umeda TRAD               | 初の全国ツアー           |
| 11月28日                        | 東京公演                 | 日本橋三井ホール         | 初の全国ツアー           |
| Ange☆Reve 2nd LIVE TOUR『TIME』 |                          |                          |                          |
| 2021年5月29日                   | 名古屋公演               | 名古屋 JAMMIN'           |                          |
| 5月30日                         | 大阪公演                 | LIVE HOUSE バナナホール  |                          |
| 6月5日                          | 福岡公演                 | LIVEHOUSE CB             |                          |
| 6月13日                         | 札幌公演                 | PENNY LANE24             |                          |
| 6月20日                         | 東京公演                 | KANDA SQUARE HALL        |                          |
| Ange☆Reve 3rd TOUR『Runway』    |                          |                          |                          |
| 2022年5月15日                   | 大阪公演                 | 心斎橋サンホール         |                          |
| 5月28日                         | 札幌公演                 | SPiCE                    |                          |
| 6月4日                          | 仙台公演                 | 仙台MACANA               |                          |
| 6月12日                         | 沖縄公演                 | Cyber-Box                |                          |
| 6月19日                         | 名古屋公演               | 伏見ライオンシアター     |                          |
| 6月26日                         | 福岡公演                 | DRUM Be-1                |                          |
| 7月9日                          | 横浜公演                 | F.A.D YOKOHAMA           |                          |
| 7月17日                         | 東京公演                 | 品川インターシティホール |                          |
| Ange☆Reve 4thTOUR『aile』       |                          |                          |                          |
| 2024年1月14日                   | 名古屋公演               | NAGOYA CLUB QUATTRO      |                          |
| 1月20日                         | 東京公演                 | Spotify O-WEST           |                          |
| 2月4日                          | 大阪公演                 | Yogibo META VALLEY       |                          |
| 2月18日                         | 福岡公演                 | DRUM Be-1                |                          |
| 2月24日                         | 北海道FINAL公演          | ペニーレーン24           |                          |
| 4月7日                          | ご褒美公演_沖縄          | Cyber-Box                |                          |

### 定期公演・単独公演
| 公演日  | 公演名                                                      | 会場                  | 備考   |
| 2024年  | 2024年                                                      | 2024年                | 2024年 |
| ------- | ----------------------------------------------------------- | --------------------- | ------ |
| 1月10日 | Ange☆Reve単独公演 inGOTANDAG4                               | GOTANDAG4             |        |
| 1月24日 | Ange☆Reve単独公演 inGOTANDAG4                               | GOTANDAG4             |        |
| 2月3日  | Ange☆Reve原姫子バースデーライブ2024                         | 東京キネマ倶楽部      |        |
| 2月14日 | Ange☆Reve単独公演 inGOTANDAG4〜ちょこっと会いにおいでよ〜   | GOTANDAG4             |        |
| 2月28日 | Ange☆Reve単独公演 inGOTANDAG4〜マネージャーセトリ考案公演〜 | GOTANDAG4             |        |
| 3月13日 | Ange☆Reve単独公演 〜ホワイトデー前日SP〜                    | GOTANDAG4             |        |
| 3月22日 | Ange☆Reve単独公演                                           | AKIBAカルチャーズ劇場 |        |
| 4月12日 | Ange☆Reve単独公演〜現体制ラスト定期公演〜                   | GOTANDA G7            |        |
| 4月14日 | Ange☆Reve佐々木璃花、水野結愛卒業ライブ                     | 北とぴあ さくらホール |        |
| 4月27日 | Ange☆Reve新体制お披露目公演                                 | 東京キネマ倶楽部      |        |

### 主催公演
| 開催日          | 公演名                                                        | 会場                | 備考                                                                                           |
| #あんじゅれ主催 | #あんじゅれ主催                                               | #あんじゅれ主催     | #あんじゅれ主催                                                                                |
| --------------- | ------------------------------------------------------------- | ------------------- | ---------------------------------------------------------------------------------------------- |
| 2023年4月19日   | Ange☆Reve×C;ON 2マンライブ                                    | GOTANDA G7          |                                                                                                |
| 2023年5月17日   | Ange☆Reve× I MY ME MINE×I'mew（あいみゅう）3マンライブ        | GOTANDA G7          |                                                                                                |
| 2023年6月4日    | Ange☆Reve×純情のアフィリア2マンライブ                         | Spotify O-WEST      | コラボコーナー                                                                                 |
| 2023年7月19日   | Ange☆Reve×Bunny La Crew×CANDY TUNE 3マンライブ                | GOTANDA G7          |                                                                                                |
| 2024年1月14日   | Ange☆Reve×Star☆T 2マンライブ                                  | NAGOYA CLUB QUATTRO |                                                                                                |
| 2024年2月4日    | Ange☆Reve×カラフルスクリーム×太陽と踊れ月夜に唄え 3マンライブ | Yogibo META VALLEY  |                                                                                                |
| 2024年2月18日   | Ange☆Reve×MAGICAL SPEC 2マンライブ                            | DRUM Be-1           |                                                                                                |
| 2024年3月24日   | #あんじゅれ主催 〜卒業直前仲良しスペシャル〜                  | GOTANDA G7          | ゲストに松田あゆな、さいごうみずき、吉木悠佳、吉高彩笑(コングラッチェッ！)、守永七彩、堀尾歩未 |
| 2024年3月24日   | Ange☆Reve×OBP×RYUKYU IDOL 3マンライブ                         | Cyber-Box           |                                                                                                |
| 2024年4月13日   | 10周年ライブ前夜祭SP!!                                        | Studio Mixa         |                                                                                                |

### Arc Jewel主催イベント
| 公演日  | 公演名                                               | 会場                                         | 備考   |
| 2024年  | 2024年                                               | 2024年                                       | 2024年 |
| ------- | ---------------------------------------------------- | -------------------------------------------- | ------ |
| 1月4日  | 新年GO音祭!!2024 GOTANDA G7                          | GOTANDA G7                                   |        |
| 1月6日  | ArcJewel New Year LIVE 2024 in Zepp Haneda           | Zepp Haneda                                  |        |
| 1月7日  | お正月だよ！ArcJewel Weekend LIVE♪池袋Studio Mixa    | 池袋Studio Mixa                              |        |
| 1月8日  | 勝負の日❣前方？後方？おみくじLIVE❣ GOTANDA G7        | GOTANDA G7                                   |        |
| 2月11日 | アイドルジェネレーション vol.62～バレンタインSP♡     | 品川インターシティホール＆品川グランドホール |        |
| 2月12日 | ArcJewelバレンタイン♡ライブ petite 2024              | GOTANDA G7                                   |        |
| 3月2日  | Gotanda Go!Go!! 500円！ArcJewel週末ワンコインLIVE❣   | GOTANDA G7                                   |        |
| 3月23日 | Jewel Case!!                                         | harevutai                                    |        |
| 3月26日 | Ange☆Reve現体制ラスト！撮影会                        | Fresh！アキスタ：秋葉原スタジオ              |        |
| 3月30日 | Jewel Jump!!-さぁ飛ぼう！Right Now！                 | 東京キネマ倶楽部                             |        |
| 4月4日  | 平日おトクな！ワンコインArcJewelライブ！-ハピシェア- | GOTANDA G7                                   |        |
| 4月28日 | アイドルジェネレーション vol.63 ゴールデンウィークSP | Zepp Shinjuku                                |        |

### 主なライブ・イベント
| 公演日  | 公演名               | 会場       | 備考   |
| 2024年  | 2024年               | 2024年     | 2024年 |
| ------- | -------------------- | ---------- | ------ |
| 2月23日 | mini TIF in Hokkaido | 共済ホール | ２部制 |

### テレビ
- センニュウ★感（2015年9月6日、テレビ東京系）
- アイドルお宝くじ（2016年12月16日、テレビ朝日系）
- アイドルお宝くじ（2017年3月24日、テレビ朝日系） - アイドルお宝くじパーティーライヴ「春の神曲カヴァーしNIGHT」の模様
- バズリズム02（2018年6月30日、日本テレビ系）- スタジオライブ
- バズリズム02（2018年12月22日、日本テレビ系）- スタジオライブ
- Tune（2022年10月20日、フジテレビ系）- スタジオライブ
- 超NATSUZOME TV（2023年6月9日、千葉テレビ系）- 吉橋
- 全力アピール アダムシアター(2024年4月13日～26日深夜、TBSテレビ系)

### ラジオ
- Ange☆Reveの天使な黄昏（渋谷クロスFM、2017年10月20日～毎月第3金曜日）
- アイドルジェネレーション （ラジオNIKKEI第1）
  - 2018年1月～2019年3月 MC担当：橘
  - 2019年4月～2023年3月 MC担当：吉橋
  - 2024年1月～ MC担当：小泉
  - 2016年9月3日 - 音咲・松脇、9月24日 - 渡辺・音咲
  - 2017年4月29日 - 佐々木・橘・松脇・吉橋、8月26日 - 渡辺・佐々木・橘、9月30日 - 渡辺・佐々木・橘・松脇
  - 2017年11月25日 - MC：佐々木・橘・吉橋、12月30日 - Ange☆Reve
  - 2018年5月26日 - 佐々木・吉橋・さいごう、11月23日 - Ange☆Reve
  - 2019年7月13日 - さいごう、8月31日 - 原、10月26日 - 水野・原
  - 2020年2月14日 - 佐々木・原、6月26日 - 吉橋・権田、10月23日 - 佐々木・原
  - 2021年2月26日 - 原、3月12日 - 吉橋、5月28日 - 佐々木、9月10日 - 権田、10月8日 - 安藤
  - 2022年3月25日 - 佐々木・水野、4月22日 - 安藤、8月26日 - 安藤、10月28日 - 佐々木、12月9日 - 佐々木
  - 2023年3月24日 - 吉橋（MCラスト)、6月23日 - 吉橋、12月8日 - 松本

### 雑誌
- 月刊 ザ☆デビュー 2014年6月号（2014年5月1日、オリコン・エンタテインメント）
- Cool-up Girls Vol.4（2014年11月22日、音楽専科社）
- Cool-up Girls Vol.5（2015年1月27日、音楽専科社）
- 月刊 ザ☆デビュー 2015年3月号（2015年1月31日、オリコン・エンタテインメント）
- ヤングガンガンNo.3 2015年2月6日号（2015年1月16日、スクウェア・エニックス）
- MARQUEE vol.110（2015年8月1日、マーキー・インコーポレイティド） - Ange☆Reve インタビュー
- MARQUEE vol.113（2016年2月10日、マーキー・インコーポレイティド）  - 4P 撮り下ろし＋全員インタビュー
- MARQUEE vol.117（2016年10月10日、マーキー・インコーポレイティド） - Ange☆Reve撮り下ろし写真＋インタビュー
- MARQUEE vol.119（2017年2月10日、マーキー・インコーポレイティド） - Ange☆Reve新体制インタビュー
- MARQUEE vol.120（2017年4月10日、マーキー・インコーポレイティド） - Ange☆Reve撮り下ろし＋インタビュー
- Zipper(ジッパー) 2017年11月号（2017年9月23日、祥伝社）
- MARQUEE vol.125（2018年2月10日、マーキー・インコーポレイティド） - 佐々木、新メンバー権田、山手
- MARQUEE vol.127（2018年6月10日、マーキー・インコーポレイティド） - Ange☆Reve 撮影＆インタビュー、ArcJewel～夢への架け橋！～佐々木
- MARQUEE vol.130 （2018年12月1５日、マーキー・インコーポレイティド） - Ange☆Reve　撮影＋インタビュー
- 別冊IDOL FILE LOLITA & GOTHIC （2019年5月27日、シンコーミュージック）- 吉橋
- MARQUEE vol.137（2020年2月14日、マーキー・インコーポレイティド） - 連載「ArcJewel 夢への架け橋！」：Ange☆Reve、吉橋亜理砂連載「 #ひろまれありえるの輪 」
- MARQUEE vol.138 （2020年4月15日、マーキー・インコーポレイティド） - 吉橋亜理砂連載「 #ひろまれありえるの輪 」
- ヤングチャンピオン2020年8月11日号 （2020年7月28日、秋田書店 - 吉橋 #ミスいちご2020 × #ミクチャのコラボ撮影
- MARQUEE vol.139 （2020年7月29日、マーキー・インコーポレイティド - 吉橋亜理砂連載「 #ひろまれありえるの輪 」
- MARQUEE vol.140 （2020年10月21日、マーキー・インコーポレイティド - 吉橋亜理砂連載「 #ひろまれありえるの輪 」
- Ray(レイ) 2022年3月号（2022年1月21日、主婦の友社）　- Ange☆Reveと考えるバレンタインデートコーデ♥
- MARQUEE vol.141 （2021年1月22日、マーキー・インコーポレイティド - 吉橋亜理砂連載「 #ひろまれありえるの輪 」
- MARQUEE vol.142 （2021年4月22日、マーキー・インコーポレイティド） - Ange☆Reveインタビュー
- MARQUEE vol.143 （2021年7月21日、マーキー・インコーポレイティド） - 巻末特集 ArcJewel 佐々木
- Ray(レイ) 2022年7月号（2022年5月23日、主婦の友社）- Ange Reve プリかわな夏の肌見せ
- MARQUEE vol.147 （2022年8月19日、マーキー・インコーポレイティド）- 巻末特集 ArcJewel Summer special 吉橋

### ネット配信
- Angeroom（えんじぇるーむ）（2014年4月17日 -2022年6月21日 、SHOWROOM） - 第３木曜日
- Ange☆Reveの天使ゼミナール（2015年8月25日 - 2019年7月1日、ポニーキャニオンちゃんねる　ニコニコ生放送) - 不定期 (月1,2回)